# Tuchoměřice
Tuchoměřice jsou obec v okrese Praha-západ v Středočeském kraji, v mělkém údolí horního toku Únětického potoka zhruba 11 km severozápadně od centra hlavního města Prahy. Na jihovýchodě sousedí s pražskou městskou částí Přední Kopanina. Žije zde přibližně 1 700 obyvatel.
Obec Tuchoměřice má jedinou část, která leží ve dvou katastrálních územích – Tuchoměřice a Kněžívka.

## Historie
První písemná zmínka o vsi (Tuchmeritz) pochází z roku 1301.

### Územněsprávní začlenění
Dějiny územněsprávního začleňování zahrnují období od roku 1850 do současnosti. V chronologickém přehledu je uvedena územně administrativní příslušnost obce v roce, kdy ke změně došlo:
- 1850 země česká, kraj Praha, politický i soudní okres Smíchov[4]
- 1855 země česká, kraj Praha, soudní okres Smíchov
- 1868 země česká, politický i soudní okres Smíchov
- 1927 země česká, politický okres Praha-venkov, soudní okres Praha-západ[5]
- 1939 země česká, Oberlandrat Praha, politický okres Praha-venkov, soudní okres Praha-západ[6]
- 1942 země česká, Oberlandrat Praha, politický okres Praha-venkov-sever, soudní okres Praha-západ[7]
- 1945 země česká, správní okres Praha-venkov-sever, soudní okres Praha-západ[8]
- 1949 Pražský kraj, okres Praha-západ[9]
- 1960 Středočeský kraj, okres Praha-západ
- 2003 Středočeský kraj, obec s rozšířenou působností Černošice

### Rok 1932

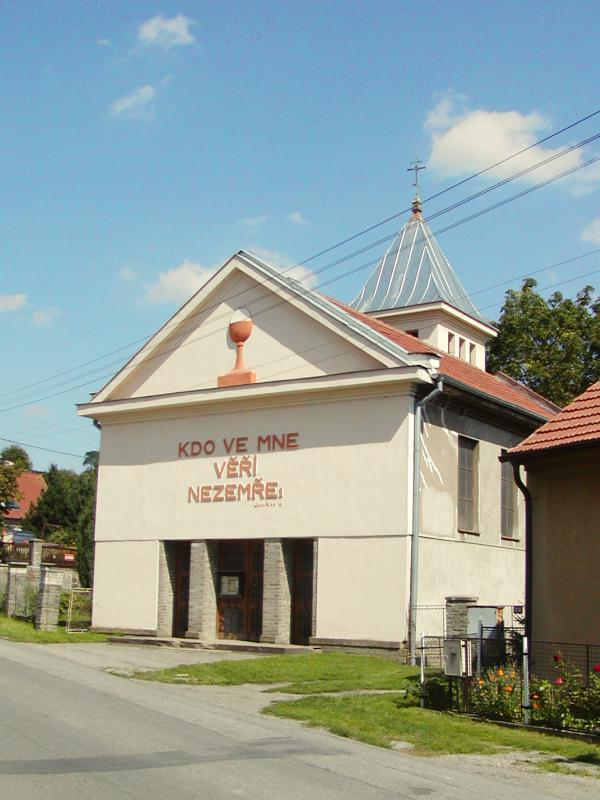
Husitský kostel

V obci Tuchoměřice (přísl.Pazderna, 741 obyvatel, poštovní úřad, četnická stanice, katol. kostel) byly v roce 1932 evidovány tyto živnosti a obchody: zvěrolékař, výroba cementového zboží, cihelna, družstvo pro rozvod elektrické energie v Tuchoměřicích, 2 holiči, 8 hostinců, kolář, kovář, 3 krejčí, léčebný ústav pražské všeobecné nemocnice, 3 mlýny, 2 obuvníci, 2 pekaři, pumpař, 4 rolníci, řezník, 5 obchodů se smíšeným zbožím, tesařský mistr, 2 trafiky, truhlář, 2 zahradníci, zámečník.
Ve vsi Kněžívka (540 obyvatel, samostatná ves se poté stala osadou Tuchoměřic, později zanikla) byly v roce 1932 evidovány tyto živnosti a obchody: zubní lékař, družstvo pro rozvod elektrické energie v Kněživce, 2 hostince, kolář, 2 konsumy, kovář, krejčí, 2 mlýny, 3 obuvníci, pekař, pohřební ústav, 3 rolníci, 2 řezníci, 2 sedláři, 3 obchody se smíšeným zbožím, 2 trafiky, truhlář, velkostatek Řádu premonstrátů na Strahově, zednický mistr.

## Obyvatelstvo
| Rok            | 1869 | 1880  | 1890  | 1900  | 1910  | 1921  | 1930  | 1950  | 1961  | 1970  | 1980  | 1991 | 2001 | 2011  | 2021  |
| -------------- | ---- | ----- | ----- | ----- | ----- | ----- | ----- | ----- | ----- | ----- | ----- | ---- | ---- | ----- | ----- |
| Počet obyvatel | 911  | 1 002 | 1 053 | 1 161 | 1 166 | 1 091 | 1 255 | 1 142 | 1 138 | 1 044 | 1 023 | 930  | 997  | 1 459 | 1 742 |
| Počet domů     | 139  | 147   | 156   | 167   | 176   | 195   | 224   | 265   | 260   | 260   | 279   | 315  | 341  | 434   | 526   |

## Doprava

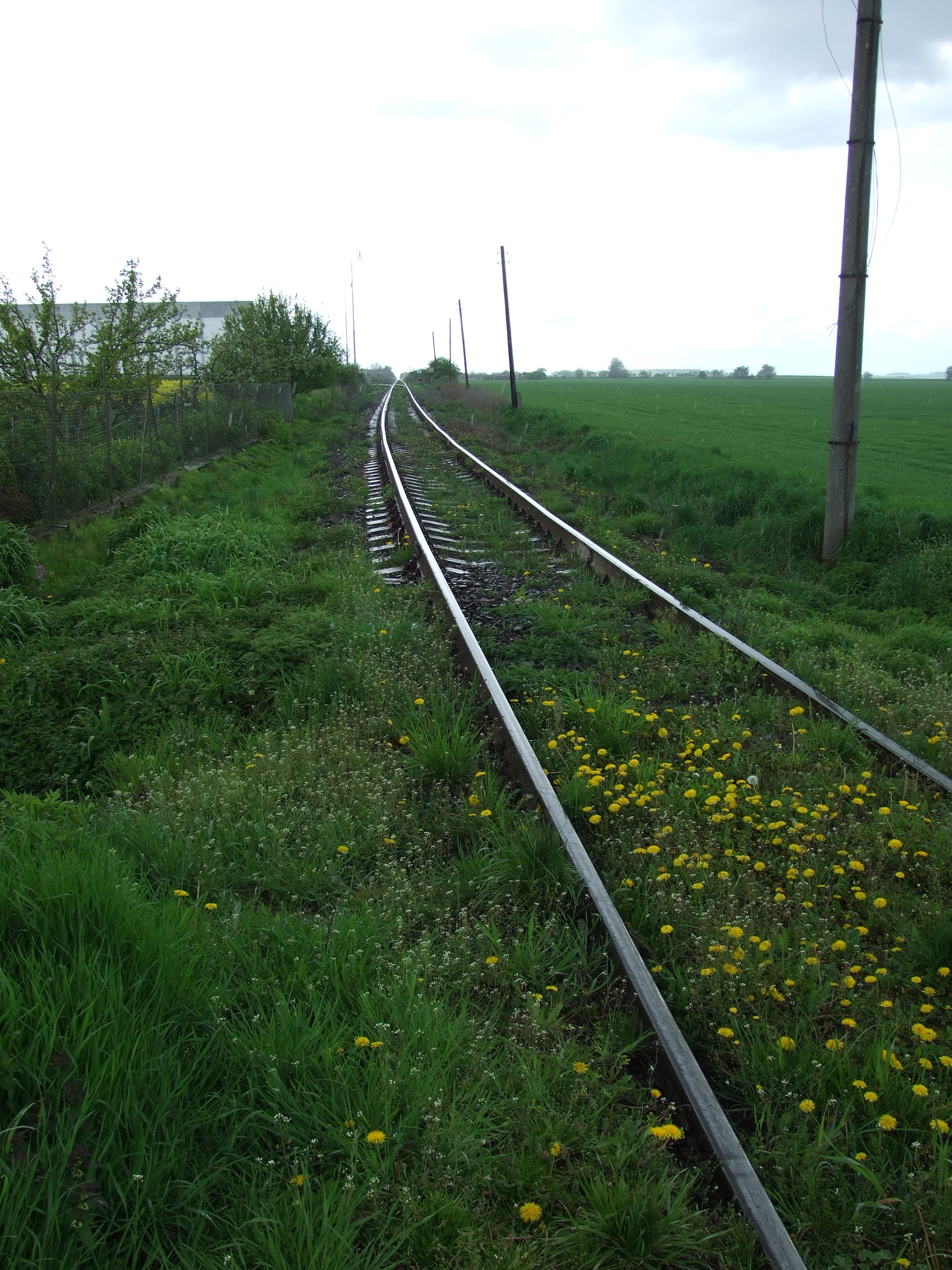
Železniční trať Hostivice–Podlešín

Do obce vedou silnice III. třídy. Ve vzdálenosti jednoho kilometru vede dálnice D7 (dřívější rychlostní silnice R7) s exitem 3 (Kněževes). Tuchoměřice leží na železniční trati Hostivice–Podlešín. Jedná se o jednokolejnou celostátní trať, doprava byla zahájena roku 1873. Na území obce leží železniční zastávka.
V roce 2011 z obce vedly autobusové linky např. do těchto cílů: Brandýsek, Jeneč, Kladno, Praha, Slaný, Smečno, Středokluky, Třebusice. Po trati 121 v roce 2020 jezdilo přes Tuchoměřice sedm párů osobních vlaků v pracovních dnech a čtyři páry o víkendech.

## Pamětihodnosti

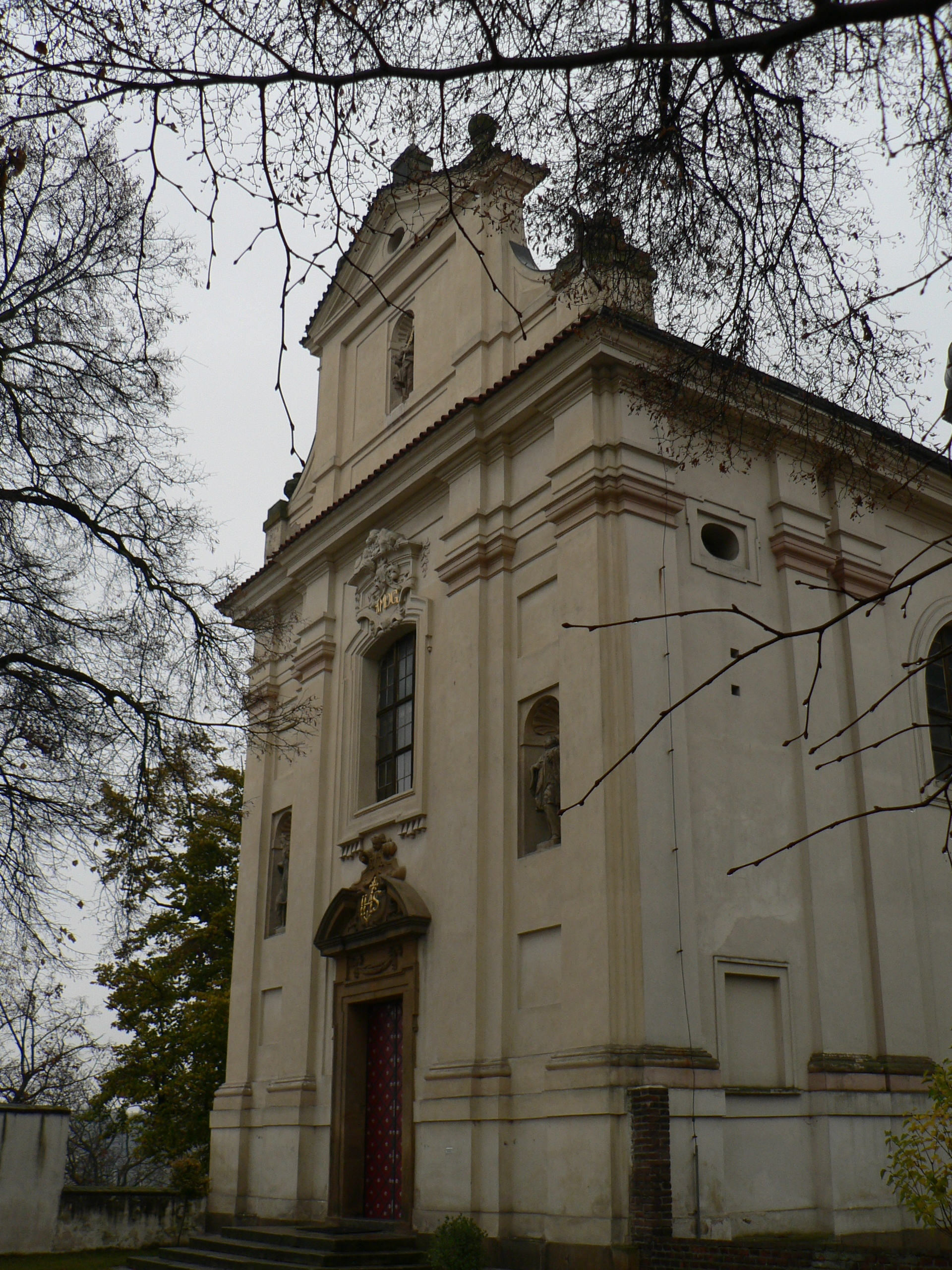
Kostel svatého Víta

- Zámek Tuchoměřice na návrší nad vesnicí – bývalá jezuitská rezidence s kostelem svatého Víta. Na místě starší tvrze postavil Giovanni Domenico Orsi v letech 1665–1675 patrovou obdélnou stavbu s vnitřním dvorem a arkádami. K severní straně přistavěno v 18. století dnešní vstupní křídlo.
- Kostel svatého Víta je obdélná raně barokní stavba bez věže, patrně též od Orsiho z let 1667–1669 s valenými klenbami a iluzivními malbami od Josefa Kramolína z roku 1768. Na hlavním oltáři jsou dva obrazy od Jana Jiřího Heinsche z doby kolem 1683.
- Kamenný kříž před zámkem z roku 1770
- Kaple svatého Václava z roku 1882 v Kněživce
- Kaple svaté Rozálie se hřbitovem na východ od obce. Barokní z let 1673–1675 s iluzivními malbami J. Kramolína.
- Socha Panny Marie Immaculaty směrem k Malým Číčovicím z let 1711–1712.[14]
- Přírodní památka Kněživka, buližníkový ostroh v opuštěném kamenolomu, pozůstatek někdejší abraze mořského pobřeží. Dutiny v buližnících jsou vyplněny svrchnokřídovými usazeninami s množstvím zkamenělin. (nadmořská výška 335 až 343 m, výměra 0,20 ha, vyhlášeno roku 1978)
- Přírodní památka Pazderna

## Osobnosti
- Jan Strejc (pseudonym Vetter), bratrský kněz a kantor (syn Jiřího Strejce, známého bratrského kněze a překladatele bible a žalmů, starší bratr  Daniela Strejce-Vettera) zemřel v Tuchoměřicích v roce 1617.[15]
- Filip Čermák (Tuchoměřický) (1798-1877), katolický kněz, vlastenec, národní buditel a publicista